# Domani torno a casa
 (octobre 2024).
Si vous disposez d'ouvrages ou d'articles de référence ou si vous connaissez des sites web de qualité traitant du thème abordé ici, merci de compléter l'article en donnant les références utiles à sa vérifiabilité et en les liant à la section « Notes et références ».
 (octobre 2024).
Pour plus de détails, voir Fiche technique et Distribution.
Domani torno a casa est un film documentaire italien réalisé par Paolo Santolini et Fabrizio Lazzaretti en 2008, et présenté à la Mostra de Venise 2008.

## Synopsis
Le film documente le travail humanitaire d'Emergency dans des lieux dévastés par la guerre et la pauvreté comme l'Afghanistan et le Soudan, à travers les histoires de deux jeunes patients, Murtaza et Yagoub. 
Murtaza est un garçon afghan de 7 ans hospitalisé au centre chirurgical de Kaboul, en Afghanistan après avoir été blessé par une mine antipersonnel. Yagoub est un garçon soudanais de 15 ans hospitalisé au centre cardiaque de Khartoum, au Soudan.

## Production
Différentes langues sont parlées dans ce documentaire sous-titré : l'italien, l'anglais, l'arabe, le dari et autres langues locales. Le film est acheté par la BBC et peut être vu lors de projections organisées par l'organisation Emergency elle-même.